# クイズ30〜団結せよ!〜
『クイズ30〜団結せよ!〜』（クイズ・サーティー〜だんけつせよ!〜）は、フジテレビ系列で2014年4月27日から9月14日まで毎週日曜日 19:58 - 20:54（JST）に放送されていたクイズバラエティ番組。全16回。

## 番組概要
「1人のリーダーと29人の仲間」の30人の芸能人・著名人らが一致団結してクイズに挑戦するという体裁である。司会者から出される様々なクイズに、リーダーシップと解答者全員の団結力というチーム戦術が要求される。様々な課題・難問を制覇し、最後にリーダーが指名した解答者が賞金をかけた「ファイナルクイズ」に挑む。
前身は、2013年5月18日に放送された特別番組「クイズ!ダイナマイト30」。レギュラー放送開始前の2014年3月16日・4月20日・4月27日に『日曜α』にて、パイロット版が放送された。
この番組の開始により、日曜日のフジテレビでは19 - 20時台に『日本語探Qバラエティ クイズ!それマジ!?ニッポン』と2本連続でクイズ番組が続いた。
裏番組の『世界の果てまでイッテQ!』（日本テレビ）・『大改造!!劇的ビフォーアフター』（朝日放送・テレビ朝日系）に押されたため、2014年9月14日をもって終了。後番組は、フリーアナウンサーに転向する田中みな実（同年9月まではTBSアナウンサー）MCの情報バラエティ番組『ニュースな晩餐会』。最終回では司会の田村淳が自らチームを率いて挑戦した。

## ルール
男女30人の芸能人が、協力してクイズに挑む。ファイナルクイズを正解すれば30人に対して賞金・賞品が与えられる上、視聴者にも30万円がプレゼントされる。ファイナルクイズを失敗した場合は視聴者への賞金30万円を、30人の自腹で1人につき1万円賄わなければならない。この30万円プレゼントは、データ放送のゲーム「スクラッチ30」（後述）に挑戦することで応募できた。
前期ルール（2014年4月27日 - 6月29日）
ファイナルステージ前までのステージにはそれぞれノルマが設定されており、各ステージのノルマをクリアする程、ファイナルステージの問題の選択肢が減少。ファイナルステージ正解で賞金100万円を獲得（パイロット版は豪華賞品）。2014年6月1日放送分の48グループがゲストだった際には、ファイナルステージをクリアした場合は賞金100万円の代わりに、出演者全員でAKB総選挙のPVを制作するというルールで行われた。
後期ルール（2014年7月20日 - 9月14日）
1問正解する度にポイント（1ポイントにつき賞金1万円）を獲得。獲得できるポイントはステージによって異なる。ファイナルクイズに正解できればこれまでに稼いだポイント（賞金）の2倍を獲得できるが、失敗した場合は賞金没収の上に従来通り罰金30万円を負担しなければならない。ポイントに応じて、失敗した際の罰金額が増減する事は一切ない。
座席は画面左下（下段の1番左）から1番、2番と数え、一番右が10番、中段、上段も同様に左から11番 - 20番、21番 - 30番となっている。リーダーは基本的には10番席に座った人、もしくは開始前に合議で選ばれた人が就く。
30人側は「ダイナマイト30」では全員オレンジ色のポロシャツを着用、クイズ30からは各自黄緑色のアクセサリー（バンダナ、コサージュなど）を着用。また、2014年5月18日放送分から、リーダーは腕章を着用していた。

## 出演者

### 司会
- 田村淳（ロンドンブーツ1号2号）
- ローラ

司会代理
- 田村亮（ロンドンブーツ1号2号）

最終回にて淳がゲスト側で出演したため、淳の代わりに司会を担当。

### 準レギュラー
- けみお

2014年6月15日放送分以前（6月1日放送分は除く）と2014年8月10日、9月14日（最終回）放送分はレギュラー解答者として出演。それ以外の放送分はスタジオでのアシスタント、ランキングコンプリートクイズのレポーター（A）として出演。
- 徳永ゆうき

2014年6月15日放送分以前（6月1日放送分は除く）と9月14日（最終回）放送分はレギュラー解答者として出演。それ以外の放送分はスタジオでのアシスタント、ランキングコンプリートクイズのレポーター（B）として出演。

### ナレーター
- 木村匡也

過去
- 水野高宏（クイズ!ダイナマイト30のみ）
- 小坂井里子（同上）
- 中村悠一（直前SPのみ）
- 山口繭（同上）

## ステージ内容
各ステージのルール説明のBGMには「太陽曰く燃えよカオス」のインストゥルメンタルが使用されている。レギュラー版では、「BE THERE」や「ZERO」のイントロも使用されている。
オープニングゲートクイズ
2014年3月16日放送のパイロット版のみ実施。
オープニングクイズとして1人ずつ挑戦。簡単な時事問題の穴埋めに口頭で答える。
30人で全員正解せよ!スピード2択クイズ
解答席上段・中段・下段の3列に分かれ、1列ずつ挑戦するクイズ。左端の解答者から紛らわしいA・B2択問題に札を挙げて解答。正解すれば右隣の解答者へ、不正解ならば足踏みとなり同じ解答者に再度出題される。
制限時間1分で1列10人正解すれば1列クリア、3列30人クリアできればステージクリア。1列でもタイムアップになってしまった場合は失敗。
クイズ どっちどっち!
解答席上段・中段・下段の3列に分かれ、1列ずつ挑戦するクイズ。基本的には「スピード2択クイズ」同様、左端の解答者から2択問題に札を挙げて解答するのだが、問題テーマが固定されている（提示された物が日本発祥or外国発祥、など）。正解すれば右隣の解答者へ、不正解ならば足踏みとなり同じ解答者に再度出題される。
制限時間1分で1列10人正解すれば1列クリア、3列30人クリアできればステージクリア（初回のみ3列中2列クリアできればステージクリア）。
2014年9月7日放送分は、1人1問ずつ、5秒以内に解答するというルールで実施。30人中正解した人数×2ポイント（賞金2万円）を獲得。
30人でLet'sダンス!ゴールデンナンバー ～クイズ!女々しくて～
2014年4月27日放送分から最終回まで実施。8月10日と8月31日放送分はファイナルクイズとして実施。
各自1～30が書かれたビブスを着用。30までの数字が答えとなる問題が出題される、シンキングBGMとなっているゴールデンボンバーの「女々しくて」のサビの部分を踊りながら考え（クイズ中に他の人と相談したり、指を折りながら数えて答えを導き出すのは禁止）、曲が止まった際に自分の数字が答えと思った場合は立ったまま、違うと思った場合はそのまま着席する。正解となる数字の人のみ立っていれば正解。正解は必ず1つのため、全員着席したり、正解者が立っても1人でも不正解者が立ってしまった場合は不正解となる。5問中3問正解すればステージクリア。
2014年9月7日放送分は3問出題、1問正解につき10ポイント（賞金10万円）獲得というルールで実施。
2014年9月14日放送分は問題数は同じだが、1問正解で20ポイント（賞金20万円）だった。
30人でLet'sダンス!ゴールデンナンバー ～クイズ!フライングゲット～
2014年6月1日放送分のみ実施
基本的なルールは上記の「女々しくて」と同様だが、シンキングBGMが「女々しくて」の代わりにAKB48の楽曲「フライングゲット」になっている。この放送分は48グループ30名がゲストだったため、『クイズ!女々しくて』の代わりに実施された。
説明文を予想せよ!辞書マッチクイズ
2014年4月27日から5月25日放送分まで実施。
大辞林に載っているお題の物に対する説明文を想像し、各自10秒以内に使われていると思われる単語を解答する。答え合わせでは指定されたポイントを書いている人がいれば1ポイント（複数人同じ解答をしている場合でも1ポイント）。微妙な単語は淳が判定する。また接続詞が含まれている解答は不可。1つのお題で5ポイント獲得すれば1問クリア。3問中2問クリアでステージクリア。
想像力を発揮せよ!イメージ漢字クイズ
2014年4月27日放送分から最終回まで実施。9月7日と9月14日（最終回）はファイナルクイズとして実施。
リーダーが指名した1人が代表者となり、残る29人はお題となる人物や場所、物を表す漢字1文字を10秒以内に書いて出す。ただし、ローラまたはスペシャルゲストも同様に1文字考え、ローラ（スペシャルゲスト）が書いた漢字は「NG漢字」となる。「NG漢字」と同じ解答は封印され、出すことができない（ただしNG漢字に似ているが線が1本足りないなどで存在しない漢字を書いている場合は出すことが出来る）。残る解答を見て代表者がお題が何であるかを当てることができれば正解。シンキングタイムは1分。3問中2問正解でステージクリア。
力を合わせて伝えてね!クイズ 似顔絵ザ・ジャイアント
2014年4月27日、5月4日放送分のみ実施。
リーダーが指名した1人が代表者となり、残る29人はお題となる人物の写真を10秒間で覚えてから、30分割された自分の担当個所のみを似顔絵で描く。完成後、代表者が上から残る29人の似顔絵を見て誰であるかを当てる。正解すればステージクリア。
二人で一つの答えを当てよ!ダブルコンボクイズ
2014年4月27日放送分で初登場。6月1日放送分で終了。
15人ずつ「前半部分（オレンジ色のビブス）」「後半部分（黄色のビブス）」の2組に分かれて行うクイズ。「○○と△△」「○○の△△」というように前後に分かれた単語が答えとなる問題が出題。各組1人ずつが前に出て自分の担当個所を解答。正解すれば2人とも抜ける。間違った場合は間違った部分の人のみ最後尾にまわり、次の人が解答する（解答者が一周した場合は次の問題へ移る）。残った人が次のピリオドへと移り、1ピリオド1分×4ピリオドの4分で15組30人全員が抜ければステージクリア。
ヒントマンとも団結せよ!アタック連想クイズ
2014年5月18日放送分のみ実施。
解答席上段・中段・下段の3列に分かれ、1列ずつ挑戦するクイズ。1つの問題テーマに沿って出題される言葉を、ヒントマン（スペシャルゲスト）が口頭で出すヒントから当てる。左端の解答者から解答し、正解すれば右隣の解答者へ、不正解ならば足踏みとなり同じ解答者に再度出題される。分からなければ解答者が「パス」を宣言して、次の問題に切り替えても良い。
制限時間100秒で1列10人正解すれば1列クリア、3列中2列クリアできればステージクリア。
30人で突破せよ!3択クイズ!検定ABC
6月1日放送分で初登場。7月20日放送分で終了。
実在する検定の試験問題を元に出題。5問出題され、30人中1人でも全問正解できればステージクリア。なお、問題中は仲間との相談は禁じられている。
4問目までは3択問題、10秒の制限時間以内に、正解だと思う選択肢（A・B・C）のエリアに移動する。正解者のみ勝ち残りで次の問題に進み、不正解者は脱落、通常の解答席に戻る。
3択問題4問を正解した人のみ、最終問題に挑戦。最終問題は書き問題で、1人1冊手渡されたフリップに記述して答える。1人でも正解者がいれば、全問正解達成で、ステージクリアとなる。全問正解を達成したのは山西惇のみ。
解答者の中に既に資格を取得している人がいる場合、公平を期すためその人は参加出来ない。しかし、その分の解答権は保留となり、不正解者が出た際に消費して1人復活させることができる。
2014年7月20日放送分は、最終問題正解者1人につき10ポイント（賞金10万円）獲得。脱落者はクイズ終了まで檻セットに閉じ込められ、更に1人も最終正解者が現れなかった場合は、檻の中にいるメンバーに向かって炭ガスが噴射されるペナルティがある。
なんの曲だかわかるかな?クイズ!メロディーコード
2014年6月8日放送分のみ実施。
Daichiが、ヒューマンビートボックスである曲を演奏。最初はドラムパートしか演奏しないが、同時に録音・再生できる機器を利用して、ベース、低音ハモリ、高音ハモリの順に別のパートも重ねて演奏。30人は、Daichiが演奏している曲のタイトルを答える。
何の曲か分かった人から、淳に耳打ちで解答。4コードが終わる前に10人正解できれば1問クリア、5問中3問クリアでステージクリア。
各世代のクイズに正解せよ!全問正解サバイバークイズ
2014年6月15日放送分のみ実施。
小学生・女子高生・サラリーマン・主婦・老人の、それぞれの世代における常識問題（正解率が75%以上の問題）を出題。各世代から1問ずつ、リーダーが選んだ順に出題され、30人は筆記で答える。1問でも不正解だった時点で、その人は脱落。正解者のみ生き残り、最終的に30人中1人でも5世代全ての問題で正解できればステージクリア。
都道府県の1位を当てよ!ランキングコンプリートクイズ
2014年6月29日、7月20日放送分で実施。
ある統計で1位の都道府県と最下位の都道府県を紹介。それぞれの都道府県を取材したVTRをヒントに、どちらが1位の都道府県か、30人で相談して答える。
各都道府県での取材は、Aの選択肢の都道府県はけみお、Bの選択肢の都道府県は徳永ゆうきが担当している。
2014年6月29日放送分は、10秒以内に正解だと思う県のエリアへ全員が移動して解答。3問中2問正解でステージクリア。
同年7月20日放送分は、まずVTRを見る前に第一印象で30人がそれぞれA・Bが書かれたパネルを掲げる。そしてVTRを見た後、30人で相談して最終的な解答としてA・Bどちらかに揃える。1問正解につき10ポイント（賞金10万円）獲得。
クイズモンスターを倒せ!1vs30クイズ
30人対クイズ王（古川洋平）及びクイズ女王（篠原かをり）との、30対1早押しクイズ。出題される問題は全て、30人の誰かにまつわる問題である。解答権は1回（30人側は30人で1回）、不正解の場合は相手に解答権が移るが、共に不正解の場合はその問題はノーカウントとなる。一定数正解すればステージクリア。
5問中2問正解でクリア（5月11日放送分までは8問中3問正解、パイロット版では10問中3問正解でクリアというルールで行われた）。
クイズモンスターを倒せ!2vs30クイズ
2014年6月29日放送分のみ実施。
上記「1vs30クイズ」のスペシャル版。クイズ王・クイズ女王両者との、2vs30早押しクイズ。基本的なルールは「1vs30クイズ」と同様。5問中2問正解でクリア。
間違えたら水にドボン!穴埋めクイズ!ムシックス
2014年7月20日、8月3日放送分で実施。
チームの中から4人が生け贄役となって下にプールがある床に立ち、リーダーを含めた残りのメンバーが、穴埋め式の常識クイズに答える。
リーダーを含めた6人が代表者として解答。最初に問題のテーマが発表された後、そのテーマに関する文章を提示。文章中6ヶ所が空欄になっているので、代表者は各々自分が割り振られた箇所の空欄に正しく当てはまる語句を、10秒以内に記述して答える。
1人ずつ答え合わせしていき、6人全員正解なら10ポイント（賞金10万円）獲得。
1人でも不正解の場合は、生け贄役の立っている床が開き、メンバーがプールに落とされる。落とす人数やタイミングは淳・ローラの任意となっており、司会席にあるボタンを押して床を開く仕組みになっている。
1問ごとに、リーダー以外の代表者5人は交代（リーダーと生け贄役は固定）。
水中落下した4人は、次のコーナーでは青ジャージで参加する。
クイズ!ニセモノだ～れ?
2014年8月3日放送分で初登場。
初めにチャイムが鳴ると、教室風のセットの中に6人（もしくは5人）の小学生が順番に入場する。だが、本物の小学生は1人のみで、小学生ではない5人（4人）のニセモノを、本人の容姿とローラのヒントを参考にして、選んでいく。なお、ニセモノ役は全員いずれも20歳以上の大人であるが、ニセモノ役は毎回比較的小柄の人物が選ばれているため、容姿だけでの判断は難しくなっている。
30人で相談して、チームリーダーが1人ずつ、ニセモノだと思われる人物を指名。予想通りニセモノであれば10ポイント（賞金10万円）獲得、指名されたニセモノは退場する。
ニセモノを5人全員指名できた時点でクリアとなる。2014年8月17日放送分以降は、ニセモノ5人を全員指名できた場合は、パーフェクト賞込みで60ポイント（賞金60万円）獲得となる。間違えて本物を指名してしまった場合は、そこでゲームオーバーとなる（そこまで正解した人数分のポイントは有効）。
クイズ!ホンモノだ～れ?
2014年9月14日放送分のみ実施。
上記「ニセモノだ～れ?」のスペシャル版。5人の女性の中から田村淳の初恋の女性を28人（淳本人と淳の友人1人は答えを知っているため不参加）で相談して指名する。ちなみにニセモノ役の女性4人は、淳とは何の関係も無いエキストラの女性である。
「ニセモノだ～れ?」とは逆に、本物を指名する一発勝負。本物を当てる事が出来れば50ポイント獲得。
気になる値段を予想せよ!サバイバークイズ!High＆Low
2014年8月3日放送分のみ実施。
VTRで紹介された物の値段を予想する。3問出題され、全問正解者1人につき10ポイント（賞金10万円）獲得。なお、問題中は仲間との相談は禁じられている。
2問目までは、High＆Low問題。出題された1品の値段が、参考で提示されたもう1品よりも高い（High）か安い（Low）か、10秒の制限時間以内に各自手持ちの札を掲げて答える。正解者のみ勝ち残りで次の問題に進み、不正解者は脱落、着席する。
High＆Low問題2問を正解した人は解答席の前に出て、最終問題に挑戦。最終問題は出題された物の値段をズバリ答える書き問題で、1人1冊手渡されたスケッチブックに記述して答える。1円の誤差無く正しい金額を答えた人が正解（全問正解達成）となる。
最強王者からの挑戦状!クイズの達人を目指せ!クイズモンスター30
2014年8月10日放送分で初登場。
リーダー（もしくはリーダーが指名した代表者）以外の29人が、1人1問ずつクイズモンスター（古川洋平）が厳選した問題に、記述式で答える。制限時間は1問につき5秒。1問正解につき1ポイント（賞金1万円）獲得。間違える度に、セットに座っているリーダー（もしくはリーダーが指名した代表者）の頭上にタライが落下する。
2014年9月14日放送分は1問正解につき2ポイント（賞金2万円）獲得。
問題のジャンルは5問ごとに変更される。また、最後の30問目に限り、リーダー（代表者）が選んだ代表者1人が再びクイズに答える。
解答者に他のメンバーが答えやヒントを与えるのは禁止である。この反則を行った場合は正解しても無効となり、再度同じ解答者が別の問題で仕切り直しとなる。

### ファイナルクイズ
32択クイズ
2014年4月27日から6月15日放送分まで実施。
リーダーに指名された代表者1人（リーダーが自ら回答することも可能）が、32個の選択肢の中から正解を選ぶ。1ステージクリアごとに選択肢の数が半分に減少していき、最大で2択となる。32択の選択肢の内容は各ステージの合間に知らされるため、問題のおおよそのジャンルは知る事ができるが、問題そのものは代表者が決まった後で初めて発表される（後に、視聴者に対してのみ32択が発表された時点で先に問題が発表されるようになった）。
2014年5月11日放送分までは64択からのスタートだった。初回のみ、4択以降は答えが1つずつ減少。
回によって行われるステージ数が異なるため、一部の回は全ステージをクリアしても最大4択までしか減らせなかったり、逆に全ステージクリアしなくても最大の2択まで減らす事が出来た。
クイズモンスターを倒せ!1vs30クイズ
ルールは通常ステージと同じ。
6問出題され、ノルマの数だけ正解できれば賞金獲得。ノルマは、番組開始時点では4問だが、1ステージクリアする度に1問ずつ減っていく。
本物だ～れ
2014年6月29日放送分のみ実施。
リーダーに指名された代表者1人が解答。見た目は女性に見える9人の中から、女装している男性を避けて本物の女性1人を当てる事ができれば100万円獲得。問題は第1ステージ終了後に発表。1ステージクリアする度に、女装している男性が1人退場して（最終ステージのみ、クリアで2人退場）、選択肢が減っていく。
恋人選び
2014年7月20日、8月3日放送分で実施。
このクイズは、「穴埋めクイズ!ムシックス」同様、チームリーダーがプールの上で生け贄役となり、それ以外の29人が相談して答える。
事前に街頭で、チームリーダーと同性のもう1人の有名人の顔写真を見せて、どちらを恋人にしたいかアンケートを実施。30人側は、VTRで紹介された6名の候補の中からチームリーダーを選んだ1人を当てる。正解なら賞金獲得だが、不正解だと賞金没収の上にリーダーがプールに落とされる。
30人でLet'sダンス!ゴールデンナンバー ～クイズ!女々しくて～
2014年8月10日、8月31日放送分で実施。
ルールは通常ステージと同じだが、正解が複数在る問題も出題され、答えに該当する人が全員立っていないと、正解として認められない。
3問中2問正解で賞金獲得。
仲間を全員救い出せ!クイズ!バルーンアウト
2014年8月17日放送分のみ実施。
チームリーダーが、チームの中から選んだパートナーと2人で協力して、正解が4つある一問四答問題に答える。それ以外の28人は、人質役として、巨大風船が膨らむ檻の中に閉じ込められる。
制限時間40秒以内に、記述式で解答。時間内に4個全て答えられたら正解となり、人質役も4人ずつ檻から脱出する事ができる。4個答える事ができなければ不正解、檻の巨大風船へ段階的に空気が注入される。
7問正解（=28人全員脱出）で賞金獲得。巨大風船が破裂した時点でゲームオーバーとなる。
想像力を発揮せよ!イメージ漢字クイズ
2014年9月7日、9月14日放送分で実施。
ルールは通常ステージと同じ。1問勝負で、正解すれば賞金獲得。
2014年9月14日放送分はNG漢字が2つとなった（ローラに加えて亮も担当）。

### パイロット版（ダイナマイト30）のクイズ
ベスト5ダイナマイト
出題されたランキングのベスト5を、先に2項目が開示された後、残り3項目を1人1個ずつ答えて全て当てる。問題ジャンルは9つの中から、30人で相談して決定。制限時間2分で3つのランキングを埋めることができればステージクリア。
ドボンダイナマイト
11個の選択肢のうち、1つだけ不正解が入っている問題を出題。代表者が1つ解答し、正解すれば次の解答者を指名（1人目はルーレットで決定、既に解答した人は選べない）、10個すべて答えることができればステージクリア。不正解を選んだ時点で失敗。
漢字しりとりダイナマイト
読み仮名が仮名2文字の漢字を一文字書いて、しりとりでつなげていく（1文字・3文字以上・送り仮名が必要な字は不可）。10人1組で挑戦して、1組でも制限時間90秒以内に10人全員つなげることができればステージクリア。

## スクラッチ30
データ放送内で遊べるゲームで、このゲームで一定以上の成績を収める事が、視聴者プレゼント応募の条件となっていた。
リアルタイムで番組を見続けるとゲージが貯まり、約5分視聴する度にゲージ1本分が貯まる。ゲージ1本を消費する度に、スクラッチカードを1枚削る事ができ、3つの六角形のうち1つを選んで削り（カーソルを合わせて決定ボタンを押す）、出てきた数字のポイントを獲得。
カードは「ノーマルカード」の他にランダムで、出した数字の2倍のポイントを獲得できる「ローラカード」や、0か10しか出ない「淳カード」も出現していた。
放送時間内に10ポイント以上に到達すればB賞（番組オリジナルグッズ）のキーワードを、30ポイント以上に到達すればA賞（現金30万円）のキーワードを、それぞれ閲覧する事ができ、応募の際にはそれらのキーワードの入力が必須となった。
そして放送終了後一定期間が経過するまで、パソコン・スマートフォン・携帯電話から番組サイトにアクセスして、視聴者プレゼントにエントリーする事ができ、応募者の中から抽選で賞品が贈られた。

## 出張!クイズ30
2014年5月26日2:20 - 3:20に放送。淳が「団結したい」と番組に応募した学校や会社に出向き、クイズ30に挑戦する。3ステージに挑戦し、2ステージクリアで「今一番欲しい物」が番組からプレゼントされる。ステージは出張用にアレンジされている。
ゴールデンナンバー ～クイズ!女々しくて～
3問中2問正解でクリア
イメージ漢字クイズ
一発勝負で行い、正解すればクリア。NG漢字は淳が考える。
ダブルコンボクイズ
1ピリオド100秒×4ピリオドの400秒で15組30人が正解すればクリア。問読みは淳が行う。
辞書マッチクイズ
1つの問題で3つキーワードを出せば正解。一発勝負で行い、正解すればクリア。

## ネット局と放送時間

### パイロット版
| 放送対象地域 | 放送局           | 系列           | 放送日時                         | 備考   |
| ------------ | ---------------- | -------------- | -------------------------------- | ------ |
| 関東広域圏   | フジテレビ（CX） | フジテレビ系列 | 2013年5月18日（土）13:30 - 15:00 | 制作局 |

### レギュラー版
| 放送対象地域   | 放送局                     | 系列                          | 放送日時           | 遅れ       |
| -------------- | -------------------------- | ----------------------------- | ------------------ | ---------- |
| 関東広域圏     | フジテレビ（CX）           | フジテレビ系列                | 日曜 19:58 - 20:54 | 制作局     |
| 北海道         | 北海道文化放送（uhb）      | フジテレビ系列                | 日曜 19:58 - 20:54 | 同時ネット |
| 岩手県         | 岩手めんこいテレビ（mit）  | フジテレビ系列                | 日曜 19:58 - 20:54 | 同時ネット |
| 宮城県         | 仙台放送（OX）             | フジテレビ系列                | 日曜 19:58 - 20:54 | 同時ネット |
| 秋田県         | 秋田テレビ（AKT）          | フジテレビ系列                | 日曜 19:58 - 20:54 | 同時ネット |
| 山形県         | さくらんぼテレビ（SAY）    | フジテレビ系列                | 日曜 19:58 - 20:54 | 同時ネット |
| 福島県         | 福島テレビ（FTV）          | フジテレビ系列                | 日曜 19:58 - 20:54 | 同時ネット |
| 新潟県         | 新潟総合テレビ（NST）      | フジテレビ系列                | 日曜 19:58 - 20:54 | 同時ネット |
| 長野県         | 長野放送（NBS）            | フジテレビ系列                | 日曜 19:58 - 20:54 | 同時ネット |
| 静岡県         | テレビ静岡（SUT）          | フジテレビ系列                | 日曜 19:58 - 20:54 | 同時ネット |
| 富山県         | 富山テレビ（BBT）          | フジテレビ系列                | 日曜 19:58 - 20:54 | 同時ネット |
| 石川県         | 石川テレビ（ITC）          | フジテレビ系列                | 日曜 19:58 - 20:54 | 同時ネット |
| 福井県         | 福井テレビ（FTB）          | フジテレビ系列                | 日曜 19:58 - 20:54 | 同時ネット |
| 中京広域圏     | 東海テレビ（THK）          | フジテレビ系列                | 日曜 19:58 - 20:54 | 同時ネット |
| 近畿広域圏     | 関西テレビ（KTV）          | フジテレビ系列                | 日曜 19:58 - 20:54 | 同時ネット |
| 島根県・鳥取県 | 山陰中央テレビ（TSK）      | フジテレビ系列                | 日曜 19:58 - 20:54 | 同時ネット |
| 岡山県・香川県 | 岡山放送（OHK）            | フジテレビ系列                | 日曜 19:58 - 20:54 | 同時ネット |
| 広島県         | テレビ新広島（tss）        | フジテレビ系列                | 日曜 19:58 - 20:54 | 同時ネット |
| 愛媛県         | テレビ愛媛 （EBC）         | フジテレビ系列                | 日曜 19:58 - 20:54 | 同時ネット |
| 高知県         | 高知さんさんテレビ （KSS） | フジテレビ系列                | 日曜 19:58 - 20:54 | 同時ネット |
| 福岡県         | テレビ西日本（TNC）        | フジテレビ系列                | 日曜 19:58 - 20:54 | 同時ネット |
| 佐賀県         | サガテレビ（STS）          | フジテレビ系列                | 日曜 19:58 - 20:54 | 同時ネット |
| 長崎県         | テレビ長崎（KTN）          | フジテレビ系列                | 日曜 19:58 - 20:54 | 同時ネット |
| 熊本県         | テレビくまもと（TKU）      | フジテレビ系列                | 日曜 19:58 - 20:54 | 同時ネット |
| 鹿児島県       | 鹿児島テレビ（KTS）        | フジテレビ系列                | 日曜 19:58 - 20:54 | 同時ネット |
| 沖縄県         | 沖縄テレビ（OTV）          | フジテレビ系列                | 日曜 19:58 - 20:54 | 同時ネット |
| 大分県         | テレビ大分（TOS）          | 日本テレビ系列 フジテレビ系列 | 火曜 14:00 - 14:56 | 遅れネット |

### 不定期放送
- 青森放送（RAB・日本テレビ系列）主に『めちゃ×2イケてるッ!』休止時の水曜未明（火曜深夜）に穴埋めという形で放送された。初回放送は2014年6月25日未明（24日深夜）。

## スタッフ

### 特番（クイズ!ダイナマイト30）
- 編成企画：清水泰貴（フジテレビ）
- 構成：松田敬三、矢野了平、岩本哲也、川島カヨ
- SW：田中祥嗣
- CAM：小林孝至
- VE：柳沼修
- AUD：後藤龍幸
- LT：長谷川英樹
- 編集：綿引裕美
- MA：坪井翔太
- 美術：内藤佳奈子
- デザイン：野口陽介
- 大道具：卜部徹夫
- 大道具操作：内堀圭一
- 電飾：森智
- アクリル装飾：石橋誉礼
- メイク：吉田みわ
- モニター：前島亮二
- 音効：田中健
- CG制作：デジデリック
- 協力：スウィッシュ・ジャパン、プログレッソ、ザ・チューブ、フジアール、東宝舞台、興進電化、ヤマモリ、ヒビノ、SPOT、グレートインターナショナル
- AP：中沢香織
- AD：蜂谷勇太、伊藤惠美、中島義天、野田まな、伊藤左梨
- ディレクター：佐藤裕司、大坂倫代、原田浩司、大森千代美、田中勝
- 演出：松田裕士
- プロデューサー：江間浩司、小笠原耕介
- 制作著作：NET WEB
- 制作：フジテレビ

### レギュラー版
- 編成企画：赤池洋文（フジテレビ）
- 構成：松田敬三、板坂尚/岩本哲也、川島カヨ、木南広明、岸本浩二、近藤雄亮
- TP：高瀬義美
- SW：吉川和彦
- CAM：高田治
- VE：山下悠介
- AUD：奈良岡純一
- LT：三觜繁
- PA：姫野義和
- マルチ：前島亮二
- TK：石原由季
- 美術制作：橋本昌和
- デザイン：寺本夏実
- 美術進行：今井隆之
- 大道具：内海靖之
- 小道具印刷：石橋誉礼（直前SPではアクリル装飾を担当）
- 電飾：日下信二
- 装飾：熊倉秀一
- メイク：山田かつら
- 編集：鈴木建介
- MA：櫻井伸二
- 音効：沢井隆志
- データ放送：岩崎祐也
- キャラクターデザイン：グリーンハウス、米沢稔
- 協力：ニユーテレス、FMT、ヒビノ、フジアール、ザ・チューブ、SPOT、グレートインターナショナル、スコープ
- 企画協力：吉本興業
- 協力プロデューサー：宮本稔久
- 企画：清水泰貴（フジテレビ）
- 広報：片山正康（フジテレビ）
- AP：中沢香織、中垣佐知子、花田真志、木下麗、中塚大悟
- AD：山村勇介、中島義天、佐藤国秀、仲田和史、野崎悠太、野田まな、伊藤恵美、高橋璃子
- ディレクター：藤代賢二、平野彰子、本間和美、原田浩司、齋藤慎一郎、岩津匡洋、佐藤裕司、木村亮、一場孝夫、田中勝、高澤慶一
- 演出：中澤智有
- プロデューサー：小笠原耕介
- 制作著作：NET WEB
- 制作：フジテレビ

### 歴代のスタッフ
- 構成：矢野了平（直前SPのみ）
- SW：石毛雄己（直前SPのみ）
- CAM：小林孝至（直前SPのみ）
- VE：柳沼修（直前SPのみ）
- AUD：後藤龍幸（直前SPのみ）
- LT：長谷川英樹（直前SPのみ）
- 美術制作：内藤佳奈子（直前SPのみ）
- デザイン：別所晃吉（直前SPのみ）
- 美術進行：横山勇（直前SPのみ）
- 大道具：卜部徹夫（直前SPのみ）
- 大道具操作：駒木幸廣（直前SPのみ）
- メイク：吉田みわ（直前SPのみ）
- 編集：岡田秀夫（直前SPのみ）
- MA：湯井浩司（直前SPのみ）
- 音効：上口昭雄（直前SPのみ）
- 協力：スウィッシュ・ジャパン（直前SPのみ）、イングス（直前SPのみ）
- AD：安藤郁（直前SPのみ）
- ディレクター：大坂倫代（直前SPのみ）